# Ziatype
Ziatype ist ein fotografisches Edeldruckverfahren. Es handelt sich dabei um ein Palladium-Auskopier- und Entwicklungssystem auf der Basis von Lithiumchlorid, Palladiumchlorid und Ammonium-Eisen(III)-oxalat. Das Verfahren wurde um 1990 von Richard Sullivan entwickelt und ist eine Abwandlung des Auskopierprozesses, den Giuseppe Pizzighelli im späten 19. Jahrhundert entwickelt hatte.